# Elsholtzieae
Elsholtzieae, tribus biljaka iz porodica usnatica, dio potporodice Nepetoideae. Postoji 7 rodova. Prvi ga je opisao  Burnett
Tipični rod je elšolcija (Elsholtzia).

## Rodovi
1. Perillula Maxim. (1 sp.)
2. Ombrocharis Hand.-Mazz. (1 sp.)
3. Collinsonia L. (4 spp.)
4. Keiskea Miq. (7 spp.)
5. Perilla L. (2 spp.)
6. Mosla (Benth.) Buch.-Ham. ex Maxim. (14 spp.)
7. Elsholtzia Willd.  (45 spp.)